# Reserva comunal Amarakaeri
La Reserva comunal Amarakaeri stà situada políticament en els districtes de Fitzcarrald, Manu, Madre de Dios i Huepetuhe, Província de Manu, Departament de Madre de Dios, al Perú, on viuen els harakmbuts.

## Establiment
S'estableix com a Reserva Comunal Amarakaeri el 9 de maig de 2002, mitjançant Decret Suprem N° 031-2002-AG, abans categoritzada com a zona reservada Amarakaeri (D.S. N° 5028-2000-AG).

## Extensió
La Reserva Comunal Amarakaeri té una extensió de 402.335,62 ha i un perímetre de 498,88 km.

## Clima
El clima varia de semicàlid molt humit a càlid humit. Els rangs de temperatura fluctuen entre els 23,1 i 28,5 °C, en les parts més altes, i des de 25 fins a 38 °C, en les parts baixes. La zona es caracteritza per presentar un fort descens de les temperatures mínimes, fins a 8 °C en els mesos de juny i juliol, fenomen anomenat “friaje” originat per vents polars que pugen vorejant la serralada dels Andes.

## Actualitat
En l'actualitat es ve culminat importants projectes de desenvolupament productiu, un d'ells és l'impulsat pel Programa de les Nacions Unides per al Desenvolupament PNUD i la Federació Nativa del Riu Madre de Dios i Afluents FENAMAD, mitjançant el Projecte “Conservació i Ús Sostenible de la Biodiversitat de la Reserva Comunal Amarakaeri i a les terres indígenes Limítrofes, que va venir implementant-la capacitat operativa de la RCA per a poder complir amb els seus objectius com a ANP.
A més per mitjà del projecte: Enfortiment de la Gestió de les àrees Naturals protegides influenciades pel corredor viari, projecte amb codi SNIP Núm. PROG-047-2005 es ve contribuint a l'enfortiment de la capacitat institucional i tècnica de planificació promoció, supervisió, vigilància i fiscalització de les entitats del sector públic nacional i regional amb responsabilitat en el maneig, prevenció i mitigació dels impactes ambientals i socials indirectes generats per la construcció i operació de la carretera viària Interoceànica Sud.